# 申鳳梅
申鳳梅（1927年—1995年7月20日），河南临颍人，中国越調表演艺术家，艺名大梅，工生行，一级演员。她11岁学戏，14岁登台演出。其在戏曲中演绎的诸葛亮角色深入人心，曾被中国国务院总理周恩来誉为“中原活诸葛亮”。她被中国著名京剧艺术家馬連良收为女弟子。曾担任中国戏剧家协会理事，河南省戏剧家协会主席，河南省越调剧团团长、名誉团长等职。

## 生平

### 民国时期
1927年农历腊月二十二日出生于河南省临颍县涂庄村。 1938年她进入临颍县张盘镇越调科班学艺。1941年出科后，投靠南将罗村江湖班的大师兄李大勋，在江湖班里师从名老艺人姜高，同年秋，随南将罗剧团赴周口演出，在牛行街幸会毛爱莲，与毛爱莲同台演出。1943年秋申凤梅在临颍县小阁庄与老演员金凤楼（艺名“假宝贝”，又称“螺丝转嘴”）同台演出。以后跟着金凤楼学会了《火焚绣楼》、《张羽煮海》、《游西湖》、《陈妙常》和《梁山伯与祝英台》等曲目。1945年农历3月28日在襄城县双庙乡，因演《砸当典》受到好评，被人誉为“铁嗓子大梅”。1947年他参加中国人民解放军第二纵队（刘邓大军）胜利剧团，1949年转为漯河市人民越调剧团。

### 共和国时期
1950年秋随金凤楼赴西安演出，轰动西安城。1951年，24岁的申凤梅率漯河胜利剧团来到项城，组建项城县人民越调剧团。1956年河南省首届戏曲会演，她与张秀卿合演《哭殿》，在剧中扮演长孙皇后，并在《收姜维》一剧中扮演诸葛亮，荣获演出一等奖。1958年入中國共產黨，同年10月毛泽东在郑州观看了她演出的《收姜维》。1963年进京演出，并于4月1日拜馬連良先生為師，成為馬先生惟一的女弟子，這是馬先生第一次收女弟子和第一次收其他劇種演員為弟子。1965年在郑州演出《卖箩筐》，获演出一等奖。并到广州演出现代戏《扒瓜园》，演出获得圆满成功，同年，该剧由北京电影制片厂拍摄成舞台艺术片。1980年春北京电影制片厂将《诸葛亮吊孝》和《李天保娶亲》拍摄成电影。申凤梅在剧中扮演诸葛亮的角色，并力推未转正的青年学员马兰担任李天保一角，使马兰一举成名。1992年她率团赴上海演出，荣获第四届白玉兰奖荣誉奖。1995年5月28日应文化部邀请，最后一次率团进京演出。在这段时间里，病情愈益严重，7月20日凌晨零点五十分在周口病逝。

## 主要演出作品
《諸葛亮吊孝》、《智收姜維》、《李天保娶親》、《扒瓜園》（現代戲）拍成彩色越調電影，《諸葛亮吊孝》由陳懷皚執導。

## 嫡传弟子[6]
1962年，田发根、黄兰、徐广芝拜申凤梅为师，田發根是申凤梅的开山弟子。
1963年，方城县越调剧团演员李金枝在方城拜申凤梅为师。
1979年，马兰拜申凤梅为师，成为申凤梅大师亲传弟子。
1980年，收襄城县越调剧团演员杜朝阳为徒。              
1984年，收郑州市越调剧团演员方玉兰为徒。
1990年，收扶沟县越调剧团演员杨艳丽为徒。
1991年：收淅川县越调剧团演员申小梅（原名赵玉霞）为徒，申小梅是申凤梅的关门弟子。

## 家庭
- 妹妹：申秀梅（1930—1993），越调表演艺术家，工旦行，与姐姐多次合作，曾在电影《智收姜维》中饰演姜母
- 丈夫：李大勋（1918—1980），越调表演艺术家，工花脸

无子女。